# Amtsgericht Obornik
Das Amtsgericht Obornik war ein preußisches Amtsgericht mit Sitz in Obornik (Provinz Posen).

## Geschichte
Das königlich preußische Amtsgericht Obornik wurde mit Wirkung zum 1. Oktober 1879 als eines von neun Amtsgerichten im Bezirk des Landgerichtes Posen im Bezirk des Oberlandesgerichtes Posen gebildet. Der Sitz des Gerichtes war Obornik. Sein Gerichtsbezirk umfasste aus dem Kreis Obornik den Stadtbezirk Obornik, die Polizeidistrikte Nord-Obornik und Süd-Obornik und die Gemeindebezirke Boruschin, Tarnowko und Zirkowko und der Gutsbezirk Boruschin aus dem Polizeidistrikt Polajewo. Am Gericht bestanden 1880 zwei Richterstellen. Das Amtsgericht war damit ein kleines Amtsgericht im Landgerichtsbezirk. Der Amtsgerichtsbezirk kam aufgrund des Versailler Vertrages 1919 zu Polen, und das Amtsgericht stellte seine Arbeit ein. An seine Stelle trat das polnische Sąd Powiatowy w Obornikach. Im Jahre 1939 wurde Polen deutsch besetzt. Im Rahmen der Neuorganisation der Gerichte in Ostdeutschland und im ehemaligen Polen wurden das Amtsgericht Obornik neu gebildet und erneut dem Landgericht Posen zugeordnet.
Im Jahre 1945 wurde der Amtsgerichtsbezirk unter polnische Verwaltung gestellt, und die deutschen Einwohner wurden vertrieben. Damit endete auch die Geschichte des Amtsgerichtes Obornik. Unter polnischer Verwaltung entstand das Sąd Rejonowy w Obornikach (1950–1975: Sąd Powiatowy w Obornikach).